# Венседор, Унай
Унай Венседор Парис (исп. Unai Vencedor Paris; родился 29 сентября 2000) — испанский футболист, полузащитник клуба «Атлетик Бильбао», выступающий на правах аренды за испанский клуб «Расинг».

## Клубная карьера
Начал играть в футбол в молодёжной команде клуба «Сантучу». В марте 2017 года стали игроком футбольной академии «Атлетик Бильбао». 25 августа 2018 года дебютировал в составе «Бильбао Атлетик», резервной команды «Атлетик Бильбао», в матче испанской Сегунды B против «Туделано». 16 февраля 2020 года Венседор дебютировал в основном составе «Атлетик Бильбао» в матче испанской Ла Лиги против «Осасуны», выйдя в стартовом составе «львов».
В августе 2023 года на правах аренды перешел в «Эйбар» до конца сезона 2023/24. За новую команду дебютировал 12 августа против клуба «Расинг».

## Карьера в сборной
Венседор выступал за сборную Испании до 19 лет.

## Достижения
«Атлетик Бильбао»
- Обладатель Суперкубка Испании (1): 2020/21
- Финалист Суперкубка Испании (1): 2021/22
- Финалист Кубка Испании (2): 2019/20, 2020/21